# Фролов Михайло
Михайло Федорович Фролов (* 13 листопада 1897, м. Новочеркаськ, Область Війська Донського — † 11 липня 1930, м. Літомишль, Чехословаччина) — козачий та український військовий діяч, командир 3-го Донського кінного полку 3-ї Залізної стрілецької дивізії Армії УНР.

## Життєпис
Народився 13 листопада 1897 р. в місті Новочеркаську у родині донського козака, директора гімназії. Закінчив гімназію та Новочеркаське військове училище. 
У 1918–1919 служив у Донській армії Збройних Сил Півдня Росії. Влітку — восени 1919 у складі 42-го Донського козачого полку брав участь у боях з червоними та українськими військами в Україні. 
На початку 1920 з групою білих військ на чолі з генералом П. Брєдовим вийшов з-під Одеси до Польщі.
У квітні 1920 з частиною 42-го Донського козачого полку приєднався до Армії УНР, очолював 3-й Донський кінний полк 3-ї Залізної стрілецької дивізії Армії УНР.
З 1922 жив на еміграції у Чехословаччині, видавав газети «Голос Казачества», «Казачий Голос», «Вольное Казачество», «Казачий Путь», «Пути Казачества». Був провідним ідеологом та практиком козачого націоналізму.
Помер у м. Літомишлі (Чехословаччина) 11 липня 1930.